# Голубович, Кристиян
Александар «Кристиян» Голубович (серб. Aleksandar "Kristijan" Golubović / Александар "Кристијан" Голубовић, родился 30 ноября 1969 года в Мюнхене) — сербский криминальный авторитет, боец смешанных единоборств и певец, прославившийся благодаря упоминанию в документальном фильме «Увидимся в некрологе» 1995 года о сербском криминальном подполье и являющийся одним из немногих лиц из фильма, которые дожили до наших дней. Голубович неоднократно привлекался к уголовной ответственности за наркоторговлю и разбойные нападения. До 20 апреля 2020 года отбывал наказание в тюрьме Забела за торговлю наркотиками. После освобождения стал активен, как медийная персона. Например, неожиданно выступил, как художник.

## Биография

### Ранние годы (1980-е)
Кристиян родился 30 ноября 1969 года в семье гастарбайтера Срболюба Голубовича и его супруги Миланки. Мать — стюардесса компании Jat Airways. Отца он не видел вплоть до окончания средней школы, поскольку тот сидел в тюрьме за ограбление со смертельным исходом. По утверждению Кристияна, его отец сидел в тюрьме на острове Голи-Оток: чтобы не «палиться», он сделал себе татуировку с пятиконечной звездой на лбу, но когда вышел срок его заключения, он содрал ножом себе эту татуировку — сам Срболюб был убеждённым противником Тито. За время заключения Срболюб почти ослеп. Крёстным отцом Кристияна является Люба Земунский (Любомир Магаш). Среди друзей Кристияна известен Милорад Улемек.
В середине 1980-х годов Голубович завёл знакомство с Йоцей Амстердамским, а в 1985 году подружился с греческим предпринимателем, с которым его познакомил Люба Земунский. С матерью и сестрой Кристиян переехал в Белград в 1987 году, поселившись сначала в квартале Звездара, а потом переехав в Вождовац в дом 50 по улице братьев Ерковичей. Кристиан участвовал неоднократно в различных уличных драках (в том числе на ножах) и перестрелках, в свободное время увлекался рисованием. В декабре 1987 года подрался с владельцем кафаны в Болече. Распространены слухи, что Голубович начал свой криминальный путь с того, что забил до смерти человека топором на улице
В мае 1989 года Голубович участвовал в драке у дискотеки «Лав» в Вождоваце: противником был Славко Мийович по кличке «Мийя Кирка», крёстный отец Желько Ражнатовича. Телохранитель Мийи Сафет «Джимми» Булюку выстрелил в Голубовича и ранил его в обе ноги. В октябре того же года Голубович затеял драку у клуба Бранко Крсмановича, которая закончилась ещё одной перестрелкой. Позже он окончательно склонился к тому, чтобы продавать наркотики и заниматься любой другой преступной деятельностью.

### 1990-е годы
25 февраля 1990 года ранним воскресным утром в белградской гостинице «Мажестик» разгорелась драка: Голубович со своим лучшим другом Драганом «Гаги» Николичем ворвался в бар в поисках одного из своих противников. Хотя он не нашёл никого, оба устроили перестрелку, разграбив и разгромив всё в баре и затем сбежав с места происшествия. В баре любили зависать различные криминальные авторитеты, а поступок Кристияна расценивался как мера устрашения. Во избежание уголовного преследования Голубович сбежал в Германию, но там попал в тюрьму по обвинению в вооружённом ограблении и должен был отсидеть три года в Дюссельдорфе. С учётом того, что он был несовершеннолетним на момент совершения преступления, он сидел в специальной колонии для несовершеннолетних. В дальнейшем, если в тюрьме сидели албанцы, Голубович постоянно устраивал с ними драки, вымещая порой злость и на охране. В 1993 году Голубовича экстрадировали из Германии в Югославию, где тот обвинялся в серии грабежей и вооружённых нападений, совершённых в 1988—1990 годах.
По собственным утверждениям, Кристиян не поддерживал ни одну из сторон в Югославских войнах, призывая всех участников к мирному разрешению конфликтов. Хотя Кристиян дружил с Милорадом Улемеком, его отношения с Желько «Арканом» Ражнатовичем были неприязненными — первое «знакомство» состоялось, когда Голубович сбежал из здания Белградского городского суда. Аркан пытался заставить Кристияна прийти в Эрдут и вступить в Сербскую добровольческую гвардию, но Голубович отказался наотрез это делать, Аналогично он отказался по его поручению подготовить покушение на политика Воислава Шешеля и вывезти известную певицу Цецу для встречи с Арканом. Соперничество с Арканом доходило порой до абсурда — Голубович, видя на теле Аркана золотую цепь с крестом, пытался приобрести крест и цепь потяжелее и покрупнее; по словам Кристияна, из-за этого у него начались проблемы с позвоночником. 23 июля 1994 года Голубович участвовал в очередной криминальной разборке с Милорадом Майкичем, владельцем казино «Александар» в Чумичево-Сокаче. Майкич утверждал, что Голубович вымогал у него сумму в размере 10 тысяч немецких марок. Голубович сбежал в Грецию, чтобы избежать тюремного срока, и влился в одну из сербских банд, орудовавших в Греции; при этом Голубович в интервью хорватским СМИ сказал, что участвовал в Косовской войне, но не был уверен в том, что в вооружённых столкновениях с албанцами убил кого-нибудь.
В 1996 году на экраны вышел документальный фильм «Увидимся в некрологе», среди героев которого был и Голубович — один из немногих изображённых в фильме персон, которые остались живы и в наши дни. По словам Голубовича, название фильма — это его фраза, которую он выкрикнул Горану «Маймуну» Вуковичу, убийце своего крёстного Любы Земунца; он полагал, что убийство Вуковича будет единственным способом отомстить за смерть крёстного.

### 2000-е годы
В Греции Голубович снова был осуждён — его обвинили в угоне двух автомобилей BMW и вооружённом ограблении, приговорив к 14,5 годам лишения свободы. Наказание он отбывал в греческой тюрьме Коридаллос, откуда выбрался в 2002 году. За время заключения он поддерживал отношения с дочерью «Аркана» Анджелой и даже намеревался жениться на ней, но их отношения долго не продлились. 25 декабря 2002 года Голубовича арестовала югославская полиция согласно ордеру, поскольку дело о вымогательстве средств у Майкича всё ещё было открытым. Утверждалось, что Голубович ударил Майкича. 16 апреля 2003 года, пробыв 3 с половиной месяца под стражей, Кристиян был экстрадирован в Сербию, где остался под стражей, поскольку в то время по стране шла операция «Сабля» по аресту и ликвидации представителей криминального подполья, поводом для начала которой стало убийство Зорана Джинджича.
В мае 2003 года на первом судебном слушании по делу Майкича Голубович, сначала всё отрицавший, признался в содеянном. Изначально обвинение просило 6 лет тюрьмы, но Голубович получил всего полтора года. 17 марта 2004 года Голубович и Цеца участвовали в акции протеста против насилия со стороны албанцев в Косово, которое привело в один день к сожжению более 36 православных храмов в Косово албанцами. Акция состоялась у здания Правительства Сербии в Белграде. Позже Голубовичу предъявили обвинения в вымогательстве суммы в размере почти 15 тысяч евро у бывшего полицейского (ставшего затем бизнесменом) Петара Жеравича из Сремской-Митровицы (с апреля по июнь 2005 года), в незаконном обороте огнестрельного оружия, вымогательстве 3 тысяч евро и хищении золотых украшений у семейной пары Арсичей, ювелиров из Аранджеловаца. 12 декабря 2005 года Голубович был приговорён к шести годам лишения свободы по совокупности обвинений, после апелляции срок сократили до 4,5 лет (отбывал наказание в тюрьме Забела в Пожареваце). 9 января 2009 года он был освобождён из тюрьмы.
В 2009 году Голубович начал карьеру бойца MMA: в первом же поединке в Суботице на мероприятии «ULTRA FIGHT SUBOTICA» против румына Мариана Русу, состоявшемся 31 октября 2009 года, он одержал победу. На 24-й секунде Суботич нанёс лоу-кик Русу, тот повредил колено и подал знак остановить бой, однако судья не успел это сделать с первого раза, поскольку его сшиб разгорячившийся Голубович. В том же году он победил болгарина Станислава Дракова по дисквалификации, поскольку тот укусил Голубовича за палец. В том же году Голубович хотел принять участие в мероприятии Millenium Fighting Challenge в Сплите и сразиться с венгром Альбертом Саркози, однако мэр города Желько Керум добился того, что Голубовичу запретили въезд в страну. Причиной тому стала неуместная шутка Голубовича о том, что он едет на автобусе, в котором заложена бомба — он пытался таким образом сбить спесь с Керума и снять стресс. Хотя Голубович уверял, что выступает за мир, за спорт и за здоровый образ жизни, хорватские власти не поверили его оправданиям и заявили, что не допустят въезда представителя криминалитета в Хорватию.

### 2010-е годы
16 января 2010 года Голубович, его мать и ещё пять человек, с которыми был знаком Голубович, были арестованы по обвинению в организации сети наркоторговли, охватившей Белград и Нови-Пазар с августа 2009 года. Его и ещё двух человек задержали при передаче 25 г марихуаны у церкви Святого Марка в Белграде. Помимо этого, полиция изъяла 100 г героина в ходе задержания. Как оказалось, наркодилер из Нови-Пазара передал человеку Голубовича, Мирсаду Фуялкичу, пакет с героином в церкви, затем несовершеннолетняя девушка-курьер забрала у Фуялкича пакетик с наркотиками и спрятала в бюстгальтер, отправившись на съёмную квартиру матери Кристияна. За неделю до этого его автомобиль Audi TT остановила полиция, обнаружив при обыске 10 г марихуаны: друг Голубовича, сидевший в машине, взял вину на себя, а Голубовича продержали 4 часа, прежде чем отпустить домой. Дальнейшие обыски в доме семьи Голубовичей в Вишнице привели к конфискации пистолета Beretta с боеприпасами без лицензии. Кристияну предъявили обвинения в наркоторговле, незаконном хранении оружия и взрывчатки. В марте того же года жену Голубовича Сюзану остановила полиция, обнаружив в её автомобиле наземную мину. Голубович был помещён в одну камеру с лидером Боснийской ОПГ (банды Элезов) Дарко «Сараевским» Элезом и наёмным убийцей Земунской ОПГ Николой Байичем, отбывавшим 35-летний тюремный срок за убийства.
В тюрьме он попытался повеситься, поскольку испытывал угрызения совести из-за того, что в тюрьму села его мать, которая якобы ему кричала, что лучше бы он не появлялся на свет. Также Голубович жаловался постоянно на высокое давление. Ради снисхождения он умолял отпустить его мать из тюрьмы в обмен на сотрудничество со следствием и подробное описание всех своих преступлений, совершённых в прошлом. Тем не менее, суд приговорил его в декабре 2010 года к семи годам лишения свободы, ужесточив его до 14 лет тюрьмы в 2014 году. Голубович всё же нашёл несколько поводов, чтобы отсрочить исполнение наказания: 9 мая 2015 года в Вене участвовал в поединке против Агима Абдуллаху, проиграв после удушающего приёма, а 27 августа 2015 года принял участие в реалити-шоу «Фарма», хотя суд всячески пытался запретить ему по закону подписывать контракт. Голубович продержался в шоу с 1-го до 92-го дней, а затем со 103-го по 122-й день. 16 марта 2016 года ему вынесли новый приговор — 4 года 1 месяц лишения свободы. Наказание отбывал в тюрьме Забела, освобождён 20 апреля 2020 года.

## Личная жизнь
В Белграде Голубович вступил в брак с Даниелой Джукич, у них родился сын Лазарь. Последующим браком сочетался с девушкой по имени Сюзана, от этого брака у него также есть ребёнок. По собственному утверждению, у Голубовича насчитывается минимум 10 охранников. Голубович неоднократно признавался, что раскаивается за то, что выбрал путь преступника в 1980-е годы: он начал проводить тренировки по боксу и смешанным единоборствам для детей и посещать различные семинары, помогающие вернуться в общество осуждённым, а также сам стал пропагандировать среди молодёжи ведение здорового образа жизни и уважение к закону. Некоторые криминальные авторитеты с иронией относятся к заявлениям Голубовича. Также Голубовичу приписывается фраза следующего содержания, характеризующая его отношение к политике:

В моё время мы сами выбирали, кого будем грабить, а сегодня народ выбирает, кто его будет грабить, и некоторые люди называют это выборами.
Оригинальный текст (серб.)U moje vrijeme, mi lopovi smo birali koga da pljačkamo, danas sam narod bira ko će da ga pljačka, neki to zovu izbori.

Голубович также известен и как музыкант. В 1993 году Кристиян Голубович участвовал в записи альбома «Zbogom, Srbijo» рок-группы «Riblja Čorba»: его голос звучит вместе с голосом вокалиста Боры Джорджевича в песне «Kamenko i Kremenko» (фамилии Фреда Флинстоуна и Барни Рабблза из мультсериала «Флинстоуны» в сербском дубляже). Также участвовал в записи композиций «Jack i Chivas» рэп-группы «Elitni Odredi», «Živim kao Šef» хип-хоп-исполнителя Дениро и «Moj Czas» польского рэпера Brex.

## Поединки MMA
| Боёв 3           | Побед 2 | Поражений 1 |
| ---------------- | ------- | ----------- |
| Нокаутом         | 1       | 0           |
| Сдачей           | 0       | 1           |
| Дисквалификацией | 1       | 0           |

| Результат | Рекорд | Соперник         | Способ                              | Турнир                         | Дата            | Раунд | Время | Место            | Примечание |
| --------- | ------ | ---------------- | ----------------------------------- | ------------------------------ | --------------- | ----- | ----- | ---------------- | ---------- |
| Поражение | 2-1    | Агим Абдуллаху   | Удушение (гильотина)                | Night of Gladiator             | 9 мая 2015      | 1     | N/A   | Вена, Австрия    |            |
| Победа    | 2-0    | Станислав Драков | DQ (дисквалификация за укус пальца) | WKN Serbia — Kings of the Ring | 13 декабря 2009 | 2     | N/A   | Ниш, Сербия      |            |
| Победа    | 1-0    | Мариан Русу      | TKO (травма колена)                 | Ultra FC — Stop the Crime      | 31 октября 2009 | 1     | 0:24  | Суботица, Сербия |            |